# Чьяпанек
Чьяпанек — один из индейских языков Мексики, относится к ото-мангской семье языков. По данным Ethnologue на 1990 год имелось 17 носителей языка, проживающих в южной части штата Чьяпас, однако, при более поздних исследованиях не было обнаружено ни одного носителя чьяпанек. Скорее всего язык следует считать мёртвым.
Наиболее близкородственен мёртвым языкам манге и чоротега, которые были распространены на территории Никарагуа и Коста-Рики до конца XIX века.